# Tsyklon

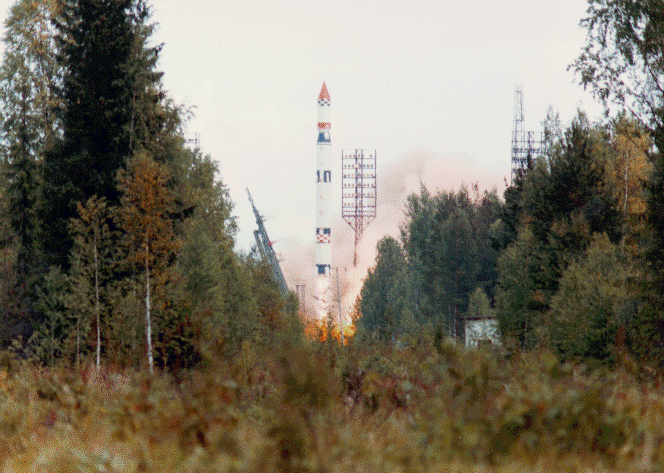
Foguete Tsyklon-3 durante o lançamento do satélite de observação do clima Meteor 3 (Plesetsk, 15 de agosto de 1991).

Tsyklon, em ucraniano Циклон, que significa Ciclone, é um conjunto de foguetes derivados de um ICBM, o R-36 Soviético, projetado por Mikhail Yangel. Esse míssil saiu de serviço em 1969.

## Histórico
O projeto, o desenvolvimento e a produção dos foguetes da família Tsyklon, teve lugar na antiga União Soviética, porém numa área que hoje faz parte da Ucrânia. Esses veículos de lançamento descartáveis, foram usados no início, para colocar satélites Kosmos, em órbita terrestre baixa (LEO). O primeiro voo de um modelo dessa família, 
ocorreu em 27 de Outubro de 1967.
O projeto dos foguetes Tsyklon, foi conduzido pelo Yuzhnoye Design Bureau. A produção, ficou a cargo da Yuzhmash, ambas na cidade de Dnipropetrovsk. O sistema de navegação, foi projetado na NPO Electropribor, atual Khartron, esta localizada na 
cidade de Kharkiv.
O primeiro modelo dessa família, o Tsyklon-2, fez seu último voo em 2006. Já o modelo mais recente, o Tsyklon-3, voou pela última vez em Janeiro de 2009, no entanto, por intermédio de um acordo Brasil/Ucrânia, um novo modelo está sendo desenvolvido, o Tsyklon-4.
Os modelos Tsyklon-2 e Tsyklon-3, são conhecidos como: SL-11 e SL-14, respectivamente, pelo Departamento de Defesa dos Estados Unidos.

## Configuração
A configuração básica dos modelos mais recentes, é a seguinte: cerca de 40 m de altura, 180 a 190 toneladas de peso no lançamento, três estágios, todos utilizando como propelente, um par hipergólico composto por: N2O4 e UDMH.

## Modelos
- R-36 - o míssil que deu origem a todos os demais
- Tsyklon-2 - os primeiros desenvolvimentos como veículo lançador de satélites
- Tsyklon-3 - a segunda geração de veículos lançadores
- Tsyklon-4 - a terceira geração de veículos lançadores